# Стефан Кръстев
Стефан Димитров Кръстев (Цефулес) е български писател. Роден е на 14 септември 1969 г. в Асеновград. Учи в родния си град и в София, живее и работи в различни градове. От 2009 г. живее и работи в Плевен. Пише в жанровете фантастика, фентъзи, антиутопия и трилър.

## Творчество и отличия
Първите му публикации са във в. „Трибуна КЦМ“, в. „Други светове“ (под псевдонима Север Елисин излизат разказите „Такси към чистилището“ и „Историята на едно зомби“). През 1992 г. излиза общият им сборник с Йордан Матеев „За една нежна душа“ под общия псевдоним Стивън Джордън. В тандем с Папа Жан – Иван Георгиев, под общ псевдоним Джон Стивън през 1994 г. е публикуван романът „Магазин за въздушни кули“. През 1995, 1996 и 1997 г. излизат три поетични сборника, а сборникът с разкази „Бяс и рози“ е първата му самостоятелна книга.
Отличия: за фантастичен разказ на радио „Христо Ботев“, в конкурс за фентъзи разказ на изд. „Златното пате“ и списание „Чародей“, в. вестник „Вариете“ за криминален разказ и за еротична история и др.
Отличен е в Конкурс за кратък фантастичен разказ на името на Агоп Мелконян (2012); поощрителни награди от конкурс за фентъзи роман на Трубадур (2012) и на Буквите в конкурса: „Жени и вино, вино и жени“ и др. Победител в конкурса „Недоизречено 7“. Носител на грамота Майстор на психологическата фантастика.
Титулярен член на журито на конкурсите на Буквите Архив на оригинала от 2018-05-19 в Wayback Machine.: „Любовта в края на кабела“, „По стъпките на лятото“ и др.
Автор е на над 1000 разказа, над 20 (издадени и неиздадени) романа; киносценарии и пиеси. Има над 500 публикации в периодичния печат, в печатни и електронни медии – в-к „Чая“, сп. „Вечерник“, в-к „Вечерник“ (Асеновград), в-к „Други светове“, „Криминален романс“, „Криминална хроника“, „Вариете“, „Демокрация“, „Факс“, „Литературен форум“, „Литературен вестник“, „Право куме“, „BG Север“ и др.

### Фантастика и антиутопия

#### Сборници разкази
- 2006 г. – „Бяс и рози“ (ISBN 954-9375-26-9; Фондация Буквите)
- 2007 г. – „Седем порти“ (ISBN 978-954-8781-94-7; Екобелан)
- 2009 г. – „Порочна връзка“ (ISBN 978-954-8900-22-5)
- 2010 г. – „Мадам Еротика“ (ISBN 978-954-2920-02-1; Пи Ар Ви – рефреш вижън)
- 2010 г. – „Мадам Утопия“ (ISBN 978-954-2920-01-4; Пи Ар Ви – рефреш вижън)
- 2012 г. – „Учители ми бяха пеперудите“ (ISBN 978-954-2920-07-6; Пи Ар Ви – рефреш вижън)
- 2018 г. – „Грешен и безсмислен" (ISBN 978-619-169-150-0; Монт)

#### Романи
- 2012 г. – „Мадам Мистерия“ (ISBN 978-954-2920-08-3; Пи Ар Ви – рефреш вижън)
- 2014 г. – „Бъг във времето“ (ISBN 978-954-2920-16-8; Пи Ар Ви – рефреш вижън)
- 2015 г. – „Кланица за чародеи“ (ISBN 978-619-154-142-3; Фондация Буквите)
- 2015 г. – „Ромфея“ (ISBN 978-619-169-084-8; Монт)
- 2015 г. – „Балията“ (ISBN 978-954-2920-22-9; Пи Ар Ви – рефреш вижън)
- 2016 г. – „Баркодът на Сизиф“ (ISBN 978-954-2920-33-5; Пи Ар Ви – рефреш вижън)
- 2019 г. – „Преди потопа“ (ISBN 978-954-2920-97-7; Пи Ар Ви – рефреш вижън)
- 2020 г. – „Маските“ (ISBN 978-619-7564-10-5; Пи Ар Ви – рефреш вижън)

#### Цикъл романи
- 2013 г. – „Ням свят“: "Далебор – синът на кладенеца” (ISBN 978-954-2920-10-6; Пи Ар Ви – рефреш вижън)
- 2014 г. – „Ням свят“: „Змейова орис – краят на печалта“ (ISBN 978-954-2920-12-0; Пи Ар Ви – рефреш вижън)
- 2016 г. – „Ням свят“: „Змейова орис – Възраждането на змея“ (ISBN 978-954-2920-14-4; Пи Ар Ви – рефреш вижън)
- 2016 г. – „Репортажи от Платония": "Ферма за лица” (ISBN 978-619-169-104-3; Монт)
- 2018 г. – „Репортажи от Платония": "Лиценз за престъпление” (ISBN 978-619-169-175-3; Монт)
- 2023 г. - "Репортажи от Платония": "Витална граница" (ISBN 978-619-7564-53-2; Пи Ар Ви – рефреш вижън)

### Криминални романи
- 2012 г. – „Убийство в социалната мрежа“ (ISBN 978-954-2920-03-8; Пи Ар Ви – рефреш вижън)
- 2012 г. – „Български кървав кючек“ (ISBN 978-954-2920-04-5; Пи Ар Ви – рефреш вижън)
- 2017 г. – „Смее ли някой да каже“ (ISBN 978-954-2920-41-0; Пи Ар Ви – рефреш вижън)

### Стихосбирки
- „Прераждането“
- „Странни странствания в страна на страдалци“
- „Камшици и рози“
- „Еротично по коприна“ (2007, ISBN 978-954-8812-01-6; Екобелан)

### Други
- 2009 г. – „Светли мисли за черни дни“ (афоризми; Фондация Буквите Архив на оригинала от 2018-02-27 в Wayback Machine.)
- 2013 г. – „За книгите и хората“ (ISBN 978-619-154-054-9 Архив на оригинала от 2020-09-26 в Wayback Machine.; Фондация Буквите)
- 2019 г. – „Кръчма. Невидимата сцена“ (ISBN 978-954-2920-87-8 Архив на оригинала от 2020-09-26 в Wayback Machine.; Пи Ар Ви – рефреш вижън)

### Включен в сборници
- Антологии „Буквите нова българска проза“
- Антологии „Буквите любовна лирика“
- Асеновградски поети: Малка поетична антология (2005) Архив на оригинала от 2018-02-27 в Wayback Machine.
- Асеновградски творения (2009) Архив на оригинала от 2018-02-26 в Wayback Machine.
- Антология „Машина за истории“ (2017)
- Алманах „Фантастика“ – съвместно издание на Дружество на българските фантасти „Тера Фантазия“ и Фондация „Човешката библиотека“

#### Пиеси
- Кратка пиеса за любов (моноспектакъл) режисьор: Ованес Торосян, изпълнява Сергей Константинов, продукция на ДКТ "Иван Радоев" (Плевен)